# Relations entre le Bangladesh et le Canada
Les relations entre le Bangladesh et le Canada sont les relations bilatérales de la république populaire du Bangladesh et le Canada, établis en 1972. Le Canada est représenté par son haut-commissariat à Dacca et le Bangladesh par son haut-commissariat à Ottawa. Ils sont membres du Commonwealth des Nations et des Nations unies. Le Bangladesh reçoit actuellement plus ou moins 100 millions de dollars par an de l'aide publique au développement du Canada depuis janvier 2014. On estime qu'environ 34 000 Bangladais vivent au Canada, principalement dans des villes comme Toronto, Vancouver, Montréal, Calgary, Edmonton et Ottawa.

## Histoire
Les relations bilatérales entre le Bangladesh et le Canada sont traditionnellement amicales et se sont développées au cours des dernières années. Les relations politiques entre les deux pays remontent à l'époque de l'émergence du Bangladesh en tant que pays indépendant. Le gouvernement, la population et les médias canadiens ont exprimé leur soutien et leur sympathie pour la guerre d'indépendance du Bangladesh en 1971. Le Canada a été l'un des premiers pays à reconnaître le Bangladesh immédiatement après l'indépendance, le 14 février 1972. Le Bangladesh a finalement accrédité son premier haut-commissaire au Canada en mai 1972, et le Canada lui a rendu la pareille en septembre 1973. Depuis lors, les relations entre les deux pays n'ont cessé de se développer. Les relations politiques sont donc fondées sur le soutien et la coopération et s'appuient sur les liens communs au sein du Commonwealth et de divers organes des Nations unies.
Fondées sur les valeurs communes de démocratie, de liberté, de droits de l'homme et d'État de droit, les relations bilatérales sont axées sur le commerce et les investissements, la sécurité régionale, la coopération au développement, l'immigration et les contacts entre les peuples. En tant que partenaire de développement majeur du Bangladesh, depuis son indépendance en 1971, le Canada a d'abord axé ses efforts sur la reconstruction et la réhabilitation, puis s'est progressivement tourné vers la gouvernance et le développement rural, notamment dans le domaine de l'agriculture, de la gestion de l'eau, de l'enseignement primaire et de la santé. Le Canada a toujours apprécié le ferme engagement du Bangladesh à promouvoir la démocratie et l'autonomisation des femmes. Le gouvernement canadien s'est également engagé dans le développement socio-économique du Bangladesh par le biais de divers projets de l'Agence canadienne de développement international (ACDI).